# Nederlandse spionage tijdens de Tweede Wereldoorlog
Spionage speelde tijdens de Tweede Wereldoorlog een belangrijke rol in het Nederlandse verzet.

## Na de bezetting
Aangezien de Koningin en de regering in ballingschap in Londen verbleven, was er zowel vanuit Engeland als vanuit bezet Nederland grote behoefte aan informatie en contact.
Het grootste probleem hierbij was, vanuit Nederland verbinding te leggen met Londen en omgekeerd. Daarbij had men niet alleen logistieke problemen te overwinnen, maar vooral af te rekenen met de zeer actieve Duitse contraspionage.
Spionage werd bedreven door verzetsgroepen als deel van hun werkzaamheid, zoals bij de Ordedienst (OD); of als hoofdactiviteit, zoals door de groep rond Allard Oosterhuis.
Voor een ander deel was het initiatief afkomstig uit Engeland, en dan hetzij direct van Engelse inlichtingendiensten, of van Nederlandse in samenwerking met de Engelsen.
Dit hield in, dat geheim agenten werden gedropt in bezet gebied, meestal samen met een marconist.
Onderschepping van de contacten door de Abwehr leidde tot het Englandspiel dat bijna zestig geheim agenten het leven kostte. Anderzijds was ook de Engelse contra-spionage regelmatig succesvol.

## Vroege pogingen
De eerste verzetsgroepen, zoals De Geuzen, de Ordedienst en de groep rond Vrij Nederland, hadden als het om spionage ging een enorm probleem: er was geen contact met Engeland. De vooroorlogse geheime dienst GS III was volkomen overvallen door de Duitse aanval en had in het geheel geen maatregelen getroffen; er waren na de capitulatie geen contactpersonen in bezet gebied en er waren geen verbindingen. De Britse Secret Intelligence Service (SIS) had precies twee contactpersonen, die hun zender en geheime code achterlieten bij de Nederlander J. de Geus voor zij werden gearresteerd. Overigens wist deze jaren actief te blijven.
Contact met Engeland dus, maar hoe? Van Loe de Jong is het verhaal afkomstig van een bejaarde man uit Dokkum, die in zijn eentje door Nederland ging trekken om militaire inlichtingen te verzamelen. Geld had hij niet; hij overnachtte meestal op het station. Hij stelde rapporten op die hij in groene flessen stopte, waarna hij ze bij rotterdam in de Nieuwe Waterweg gooide. Van die flessen werden er vier of vijf inderdaad in Engeland opgepikt. Later kon hij zijn rapporten verzenden via de Zweedse Weg; via Stockholm vernam hij in 1943 dat hij was benoemd tot officier in de orde van Oranje-Nassau, vlak voor hij stierf.
In Engeland was inmiddels François van 't Sant benoemd tot hoofd van de nieuwe Centrale Inlichtingendienst; eind augustus 1940 stuurde deze zijn eerste agent naar Nederland, Lodewijk van Hamel. Van Hamel had een zender bij zich, en had tot taak enkele spionagegroepen op te richten. In Nederland werd hij geholpen door de Leidse student Hans Hers en door de bankier E.E. Menten die ook later zeer actief zou zijn in het verzet, onder meer door financiële steun aan illegale bladen waaronder Vrij Nederland.
Van Hamel slaagde in zijn missie, hij wist zelfs twee nieuwe zenders in gebruik te krijgen. In oktober verzocht hij naar Engeland terug te keren. Hij zou daartoe in Friesland worden opgepikt door een watervliegtuig op het Tjeukemeer. Helaas werd hij verraden en in een hinderlaag gelokt; ook een verstopte koffer met belastende papieren werd teruggevonden.

## De Zweedse Weg
In Delfzijl woonde een huisarts, Allard Oosterhuis, die tevens een rederij bezat; zijn kustvaarders voeren op Stockholm in het neutrale Zweden. Met deze coasters hielp hij een aantal Engelandvaarders het land uit. In de loop van 1942 legde de Nederlandse consul-generaal in Stockholm, A.M. de Jong, contact met Oosterhuis om ook spionage-gegevens het land uit te smokkelen. Uiteraard konden die gegevens zelden actueel zijn, maar alles was beter dan niets. Het grote voordeel was dat er via Stockholm contact mogelijk was van weerskanten.
Oosterhuis ontmoette zijn contacten vaak in café 't Zwaantje, 'Zwaantje' werd zijn naam in de illegaliteit. Het lukte Oosterhuis rechtstreeks van de Secret Intelligence Service MI-6 een zender te verkrijgen (overigens duurde het vele maanden voordat die verbinding echt werkte).
Daarmee was hij de vernieuwde Ordedienst (onder leiding van jhr. Six) voor; die moest nu via de zender van Oosterhuis contact met Londen zien te leggen.
Enkele andere spionagegroepen, waaronder die van Kees Dutilh wisten eveneens via Oosterhuis berichten naar Londen te verzenden.
In juli 1943 werd de groep door verraad opgerold; als door een wonder overleefden de meesten de oorlog.
Naast de Zweedse Weg was er ook een contactlijn via Zwitserland, die de Zwitserse Weg werd genoemd. Daarnaast wisten veel Engelandvaarders dwars door België en Frankrijk via Spanje te ontkomen.

## HetEnglandspiel
Begin 1942 werd de uit Engeland gedropte spion Huub Lauwers opgepakt en gedwongen naar Engeland valse berichten te sturen. Dit werd het begin van het Englandspiel tussen de Duitse Abwehr en de Britse geheime dienst. Hoewel Lauwers voortdurend zijn geheime 'security check' gebruikte om te laten weten dat hij was gearresteerd, bleef Engeland agenten sturen die kort na aankomst werden opgepakt. Pas eind 1943 kwam hieraan een eind.

## Latere activiteiten
In een instructie van 5 augustus 1943 van de minister van Oorlog, werd bepaald dat alleen het Bureau Inlichtingen (BI) de geheime berichtenwisseling met bezet gebied mocht verzorgen. Door deze instructie kreeg het BI een zeer nauwe band met de Ordedienst. Bij de OD lag de nadruk vanaf de oprichting op de voorbereiding van de situatie die bij het vertrek van de vijand zou ontstaan. Hoewel dit enigszins gewapend optreden uitsloot betekende het wel dat het uitwisselen van gegevens met de Nederlandse regering een centrale plaats bij de leiding van de OD innam. Van het begin af aan was voor het BI de OD een organisatie met een duidelijke structuur en continuïteit waarmee zaken kon worden gedaan. De achtergrond van de goede samenwerking tussen de OD en het BI was van organisatorische aard en niet vanwege de affiniteit met de aan de OD toegeschreven anti democratische ideeën.
Op 26 juli 1943 werd de inmiddels tot majoor bevorderde dr. Jan Marginus Somer benoemd tot hoofd van het BI. Onder de leiding van Somer groeide het BI uit tot een goede inlichtingenorganisatie